# Akko rossi
Akko rossi är en fiskart som beskrevs av Van Tassell och Baldwin 2004. Akko rossi ingår i släktet Akko och familjen smörbultsfiskar. IUCN kategoriserar arten globalt som otillräckligt studerad. Inga underarter finns listade i Catalogue of Life.